# Waa
De Waa, ook wel Sint Anthoniswade genoemd, is een oude IJsselarm bij de Nederlandse Hanzestad Hattem, ontstaan als een overslagplas bij een grote overstroming in de 12e eeuw. Op de heuvel (de Gaedsbergh, Godsberg), grenzend aan deze ooit doorwaadbare plek (Wade), stond een van de oudste kerkjes van de Noordelijke Veluwe. Van dit Karolingische kerkje zijn in de 19e eeuw resten gevonden door F.A. Hoefer.
Over de Waa doen de wildste sagen de ronde: zo zou de complete kerktoren van het dorpje dat op de Gaedsbergh lag, ooit zijn verzonken in het onpeilbaar diepe water. Het onheilspellende klokgelui van dit kerkje zou bij slecht weer nog altijd te horen zijn.
Aan het eind van de 20e eeuw is door middel van onderwaterarcheologie vastgesteld dat het water noch van onpeilbare diepte is, noch een kerktoren heeft verzwolgen. Wél loopt een verzonken geplaveide weg ongeveer een meter onder het wateroppervlakte.
De familie van der Waa is vernoemd naar deze rivierarm, zie voor meer details https://fritsvanderwaa.nl/gen/genea.htm